# Whitney Osuigwe
Whitney Osuigwe (nacida el 17 de abril de 2002) es una jugadora de tenis estadounidense. En 2017, alcanzó el puesto número 1 del ranking mundial juvenil de la ITF. Osuigwe También ganó el Torneo de Roland Garros Junior 2017 convirtiéndose en la primera jugadora estadounidense "junior" en ganar dicho torneo en 28 años.

## Vida personal
Osuigwe lleva jugando a tenis en la Academia IMG desde los 6 años, donde su padre Desmond ha sido una entrenador profesional desde 1997.  Desmond es de Lagos en Nigeria y llegó a jugar a nivel profesionales en el circuito ITF antes de trasladarse a los Estados Unidos para atender universitarios. Whitney tiene un hermano mayor llamado Deandre quién es un jugador de baloncesto universitario y una hermana más joven, Victoria quién también juega tenis.

## Carrera junior
En junio de 2017, Osuigwe subió al Núm. 2 en el ranking júnior por dominar los torneos de arcilla durante los anteriores seis meses.
Osuigwe terminaría 2017 como Núm. 1 júnior del mundo y fue nombrada Campeona mundial del ITF Junior. El mismo 2017 también ganó la prestigiosa competición de la Orange Bowl.
El 12 de agosto de 2018, Osuigwe ganó el campeonato USTA sub-18 de tenis y con ello se ganó una wild card para el Abierto de EE. UU.

## Carrera profesional
Osuigwe hizo su debut en el circuito WTA en el Masters de Miami 2018, perdiendo ante su amiga y rival, la también invitada, Claire Liu.

## Títulos ITF

### Individual (2)
| Torneos de $100 000 |
| Torneos de $80 000  |
| Torneos de $60 000  |
| Torneos de $25 000  |
| Torneos de $15 000  |
| Torneos de $10 000  |

| N.º | Fecha                  | Torneo                          | Superficie    | Oponentes           | Resultado   |
| --- | ---------------------- | ------------------------------- | ------------- | ------------------- | ----------- |
| 1.  | 4 de noviembre de 2018 | Tyler, Estados Unidos           | Dura          | Beatriz Haddad Maia | 6–3, 6-4    |
| 1.  | 28 de abril de 2019    | Charlottesville, Estados Unidos | Tierra batida | Madison Brengle     | 6-4 1-6 6-3 |

### Dobles: 2
| Leyenda                 |
| ----------------------- |
| $100,000 torneos        |
| $80,000 torneos         |
| $60,000 torneos         |
| $25,000 torneos         |
| $10,000/$15,000 torneos |

| Finales por superficie |
| ---------------------- |
| Duro (0)               |
| Clay (2)               |
| Hierba (0)             |
| Alfombra (0)           |

| Número | Fecha    | Torneo           | Tier | Superficie | Socio        | Adversarios                 | Puntuación |
| ------ | -------- | ---------------- | ---- | ---------- | ------------ | --------------------------- | ---------- |
| 1.     | Mar 2018 | Orlando, EE. UU. | $15K | Clay       | Caty McNally | Dia Evtimova Ilona Kremen   | 6–2, 6–3   |
| 2.     | Apr 2018 | Jackson, EE. UU. | $25K | Clay       | Sanaz Marand | Gaia Sanesi Chanel Simmonds | 6–1, 6–3   |